# گوریل غربی
گوریل غربی (به انگلیسی: Western Gorilla) با نام علمی Gorilla gorilla یک کپی بزرگ است، و پرجمعیت‌ترین گونهٔ سردهٔ گوریل‌ها می‌باشد.

## طبقه‌بندی
تقریباً اکثر اعضای این گونه از زیرگونهٔ گوریل غربی زمینی هستند که حدود ۹۵۰۰۰ تخمین زده می‌شوند. فقط کمتر از ۳۰۰ عدد از زیرگونهٔ دیگر گوریل غربی یعنی گوریل کراس ریور باقی‌مانده‌است.

## ظاهر
رنگ گوریل غربی روشن‌تر از پسرعمویش یعنی گوریل شرقی است. گوریل غریی پست‌زمین به رنگ قهوه‌ای یا خاکستری است و پیشانی‌اش به زردی می‌زند. همچنین این گوریل دارای یک برجستگی در بینی است که گوریل شرقی آن را ندارد. نرها از ۱۶۵ تا ۱۷۵ سانتیمتر قد و به طور متوسط ۱۶۸ کیلوگرم وزن دارند. ماده‌ها از ۱۵۵-۱۴۰ سانتیمتر و ۱۲۰-۶۰ کیلوگرم هستند. گوریل غربی باریک‌اندام‌تر از گوریل شرقی است. زیرگونهٔ گوریل غربی کراس ریور از لحاظ اندازهٔ دندان و جمجمه با زیرگونهٔ گوریل غربی زمینی تفاوت دارد.

## رفتار و بوم‌شناسی
گوریل‌های غربی در گروه‌هایی مشتمل از ۲ تا ۲۰ گوریل زندگی می‌کنند که حداقل از یک نر، چندین ماده و فرزندان آن‌ها تشکیل شده‌است.

## وضعیت
گوریل غربی توسط اتحاد حفاظت جهانی جز گونه‌های در خطر انقراض به شکل بحرانی قرار گرفته‌است.

### کشف ۲۰۰۸
در میانه سال ۲۰۰۸ پژوهش‌گران ۱۲۵۰۰۰ گوریل را که قبلاً دیده نشده بود در جمهوری کنگو یافتند. این کشف می‌تواند جمعیت شناخته‌شدهٔ این جانور را دو برابر کند؛ هرچند تأثیر این اکتشاف روی وضعیت حفاظت از این گونه نامعلوم است.